# آرامگاه رضاشاه
آرامگاه رضاشاه پهلوی در پیرامون حرم شاه‌عبدالعظیم در شهر ری واقع در جنوب تهران قرار داشت. پیکر رضا شاه را پس از وفات در ژوهانسبورگ به مصر بردند و در آن‌جا به امانت گذاشتند، سرانجام در اردیبهشت ۱۳۲۹ پیکر او به وسیله هواپیما و سپس با قطار مخصوص به تهران حمل شد و در آرامگاه ویژه او به خاک سپرده شد. پس از انقلاب ۱۳۵۷، این بنا در اردیبهشت ۱۳۵۹ با حکم  صادق خلخالی، تخریب شد.

## مشخصات بنا

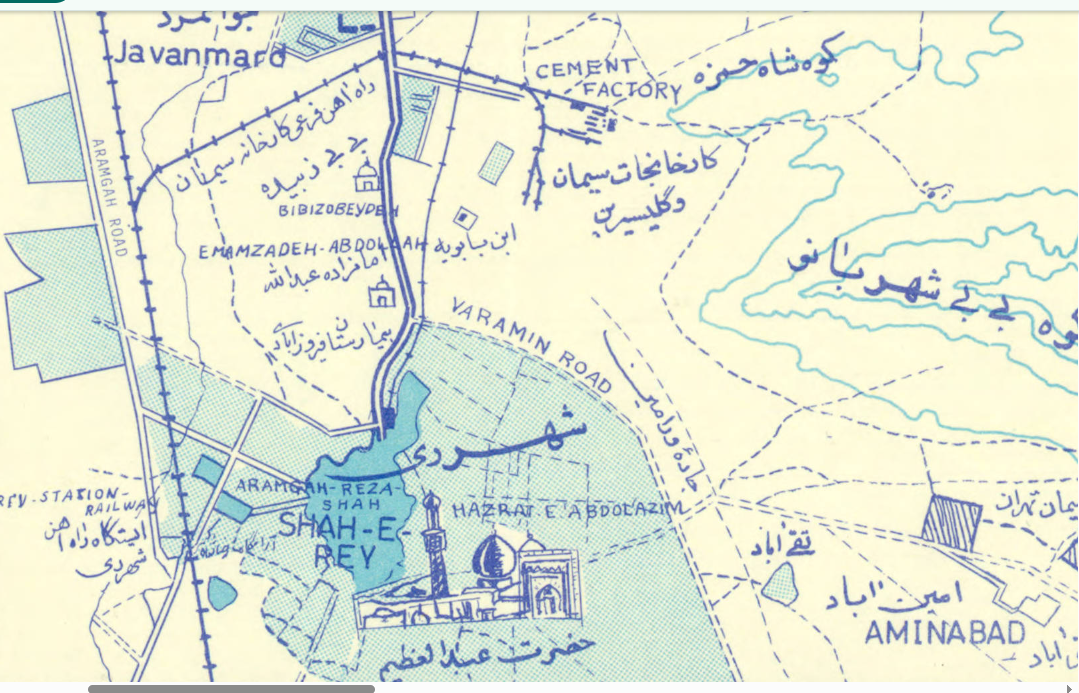
آرامگاه رضاشاه (پایین چپ) در نقشه شهر ری و حومه در سال ۱۳۴۶ خورشیدی

این آرامگاه توسط محسن فروغی، قباد ظفر و علی‌اکبر صادق در سمت غرب حرم شاه‌عبدالعظیم طراحی شد و در سال ۱۳۲۹ به بهره‌برداری رسید. مساحت آن ۹٬۰۰۰ مترمربع و ارتفاع آن ۲۵ متر بود که ۷ متر از ارتفاع گنبد حرم شاه‌عبدالعظیم کوتاه‌تر ساخته شده بود. ساختمان دو طبقه بود که طبقهٔ بالا سالن ورودی و بازدید بود و در طبقهٔ پایین سنگ قبر سیاه رنگی قرار داشت که آرامگاه رضاشاه در آن واقع شده‌بود و بر بالای آن سنگ، تاج پادشاهی طلایی نصب شده بود.

## انتقال پیکر به آرامگاه در تهران
در اردیبهشت ۱۳۲۹، در دورهٔ نخست‌وزیری رجبعلی منصور قرار شد پیکر رضاشاه به ایران آورده شود و هواپیمای حامل پیکر رضاشاه پیش از آمدن به ایران، به منظور طواف در مکه از قاهره به طرف جده پرواز کرد. سرانجام هفدهم اردیبهشت ۱۳۲۹، پیکر رضاشاه به وسیلهٔ هواپیما و سپس با قطار مخصوص به تهران حمل شد و با تشریفات رسمی به شاه‌عبدالعظیم برده شد و در آرامگاه ویژهٔ او در کنار آرامگاه عبدالعظیم دفن شد.

## جشن‌های پنجاه سال شاهنشاهی پهلوی
در ۱ فروردین ۱۳۵۵ و در هوایی بارانی، جشن‌هایی به مناسبت پنجاه سال پادشاهی دودمان پهلوی با حضور محمدرضا پهلوی، فرح دیبا، ولیعهد و هیئت دولت امیرعباس هویدا در آرامگاه رضاشاه برگزار شد.
... قبلاً مردم نسبت به بدشگونی چنین جشنی هشدار داده بودند. ناصرالدین‌شاه قاجار در شب مراسم پنجاهمین سالگرد سلطنت خودش به قتل رسیده بود. در مقایسه با آن، بدبیاری ما خیلی جزیی بود؛ ولیعهد مجبور شد به گوشه‌ای برود و بالا بیاورد...— اسدالله علم، گفتگوهای من با شاه: خاطرات محرمانه اسدالله علم - صفحه ۷۵۹

## تخریب

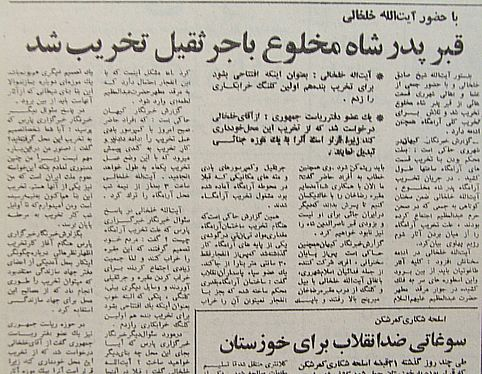
خبر تخریب آرامگاه رضاشاه در یک روزنامه در اوایل انقلاب اسلامی ایران

در اردیبهشت‌ماه ۱۳۵۹، با وجود مخالفت رئیس‌جمهور وقت سید ابوالحسن بنی‌صدر، آرامگاه رضاشاه به دستور صادق خلخالی توسط نیروهای سپاه پاسداران انقلاب اسلامی طی بیست روز به‌کلی ویران شد؛ این اقدام توسط روح‌الله خمینی تأیید شد.

### در خاطرات صادق خلخالی
«به‌عنوان اینکه افتتاحی بشود برای تخریب، بنده هم اولین کلنگ خرابکاری را زدم.»
صادق خلخالی در مورد تخریب آرامگاه رضاشاه.

صادق خلخالی در کتاب خاطرات خود می‌گوید که پس از جلسه‌ای که با روح‌الله خمینی داشته است به این نتیجه رسیده‌اند که برای کوتاه کردن دست خاندان پهلوی در سالروز رفتن شاه به مصر آرامگاه رضاشاه را تخریب کنند و زمانی که شروع به کار کردند به علت محکمی ساختمان مجبور شدند از مواد منفجره، گریدر، بولدوزر، جرثقیل و وسایل قوی مکانیکی استفاده کنند؛ حدود ۱۶:۳۰ بنی‌صدر دستور توقف تخریب را داد ولی خلخالی به او توجهی نکرد و بنا را به کمک مردم و سپاه پاسداران انقلاب اسلامی تا ۱۰ شب به خاک تبدیل کرد.

## کشف مومیایی
در تاریخ ۲ اردیبهشت ۱۳۹۷ در جریان گودبرداری محل پیشین آرامگاه، پیکری مومیایی کشف شد. بررسی نقشهٔ ماهواره‌ای، اینکه پیکر متعلق به رضاشاه باشد را محتمل‌ترین گزینه می‌داند. در تاریخ ۳۱ اردیبهشت ۱۳۹۷، حسن خلیل‌آبادی، عضو شورای شهر تهران اعلام کرد مومیایی متعلق به رضاشاه بوده و دوباره در همان محدوده دفن شده است.
خسرو معتضد در ابتدا در مصاحبه با خبرنگار دیده‌بان ایران اظهار داشت پیکر مومیایی کشف شده متعلق به رضاشاه نیست و پیکر وی توسط محمدرضا شاه به مسجد رفاعی مصر منتقل شده است اما چند روز بعد در برنامه اینترنتی «تاریخ تماشایی» دیدگاهش تغییر کرد و با استناد به مصاحبه‌ای که در سال‌ ۱۳۷۷ با سرهنگ اسدالله پسیان داشته و همچنین با مقایسه تصاویر منتشره از مومیایی کشف شده با تصاویر پیکر رضاشاه پیش از دفن، با قاطعیت اعلام کرد پیکر کشف شده متعلق به رضاشاه است .

## نگارخانه

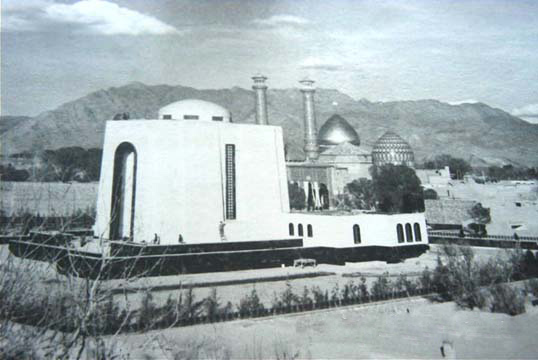
در دست ساخت
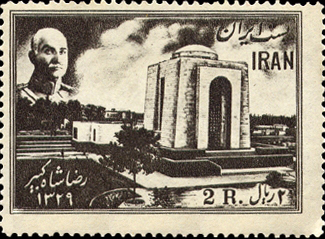
تمبر یادبود تدفین
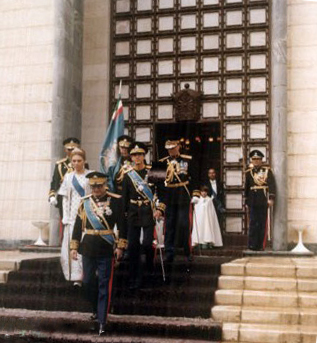
در دههٔ ۱۹۷۰
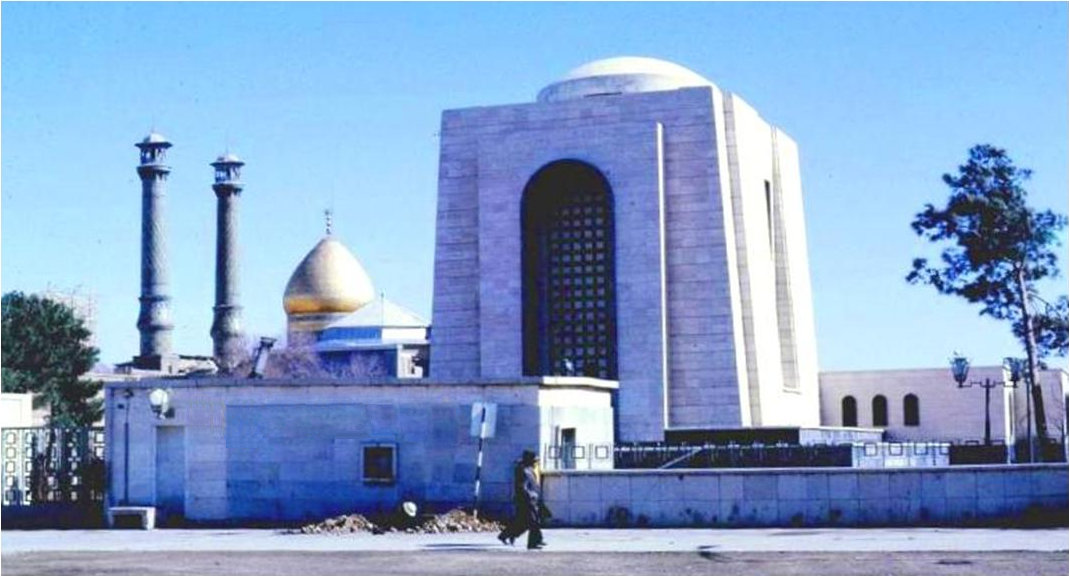
در دههٔ ۱۹۷۰
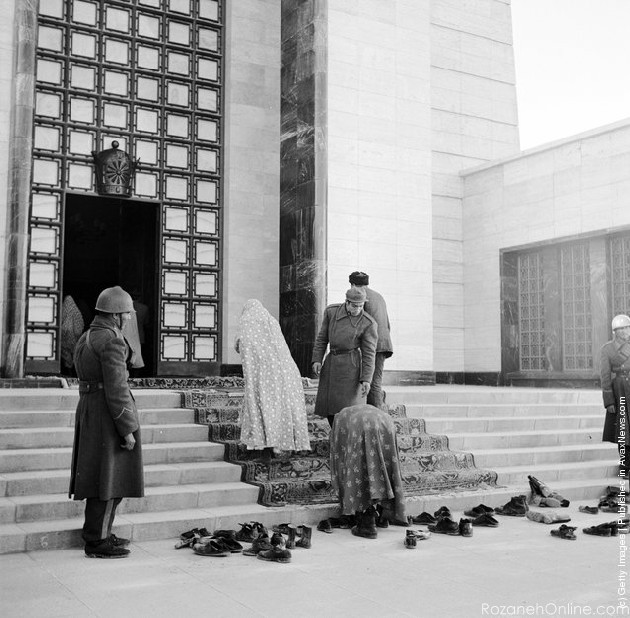
دیدار مردم از آرامگاه
نابودی آرامگاه
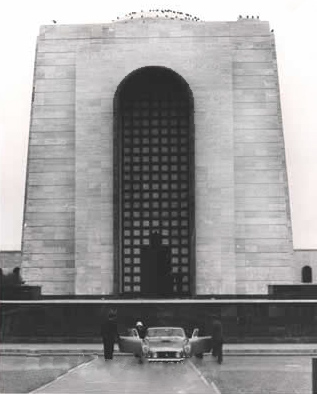
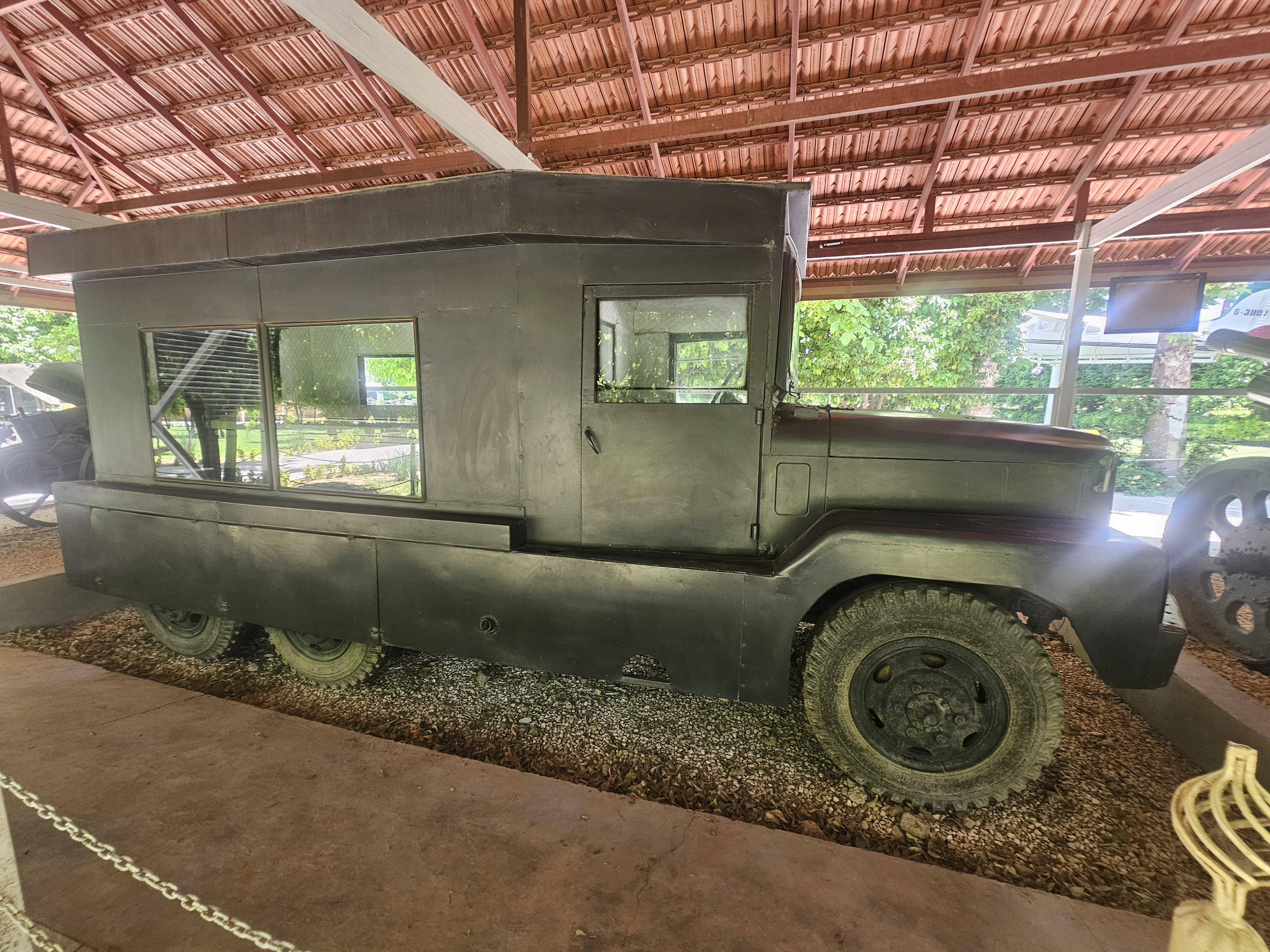
خودروی ریو که توسط آن تششیع جنازه رضاشاه انجام شد (موزه نظامی عفیف آباد شیراز)